# Nevi'ot
Nevi'ot (hebrejsky: נביעות) byla izraelská osada nacházející se na Sinajském poloostrově, na jeho východním pobřeží při Akabském zálivu, v prostoru nynějšího města Nuweiba.
V roce 1967 byla celá oblast Sinajského poloostrova během Šestidenní války dobyta izraelskou armádou. Vesnice Nevi'ot byla založena v roce 1971 poblíž arabské vesnice Nuweiba. V roce 1972 prošla rozšířením. Zaujímala plochu 2500 dunamů a měla charakter zemědělsko-turistického sídla. Podle zprávy z roku 1977 připravené pro Senát Spojených států amerických se počet obyvatel v osadě odhadoval na 150. Obyvatelstvo se rekrutovalo z řad stoupenců levicové Izraelské strany práce.
Osada se stala oblíbeným turistickým cílem Izraelců. V důsledku podpisu Egyptsko-izraelské mírové smlouvy bylo ale rozhodnuto, že celá Sinaj bude vrácena Egyptu a osada tak byla roku 1982 vyklizena a předána pod egyptskou suverenitu.